# Anatirostrum profundorum
Genre
Espèce
Anatirostrum profundorum (ou Benthophilus profundorum) est une espèce de gobies, l'unique du genre Anatirostrum (monotypique). Elle est endémique de la mer Caspienne.